# Aurimas Pipiras
Aurimas „bymas“ Pipiras (* 12. August 2003) ist ein litauischer E-Sportler in der Disziplin Counter-Strike: Global Offensive.

## Karriere
Nachdem Pipiras erstmals 2018 professionell gespielt hatte, gewann er im Frühjahr 2020 mit dem Team Elites Esports die italienische Ausgabe der ESL-Meisterschaft.
Im Mai 2020 wurde er vom Faze Clan als kurzzeitiger Ersatz für Olof Kajbjer verpflichtet. Mit Faze erzielte er den dritten Platz bei der DreamHack Masters Spring 2020: Europe und den Blast Premier: Spring 2020 European Finals, bevor er im August zur deutschen Organisation mousesports wechselte. Mit seinem neuen Team erzielte er 2020 den zweiten Rang bei der DreamHack Masters Winter 2020: Europe und den vierten Platz bei der ESL Pro League Season 12: Europe.
2021 gewann er die Flashpoint Season 3 und das Snow Sweet Snow 3. Überdies erreichte er das Halbfinale bei der cs_summit 7. Pipiras spielte mit dem PGL Major Stockholm 2021 erstmals ein Major-Turnier, welches er auf dem 12.–14. Platz beendete.
Im folgenden Jahr verpasste er nach einer Niederlage gegen Team Vitality im PGL Major Antwerp 2022: European RMR A die Qualifikation für das erste Major-Turnier des Jahres. Nachdem er einen zweiten Platz im Global Esports Tour Dubai 2022 erreicht hatte, wurde er im August auf die Bank gesetzt. Im Februar 2023 verließ er das Team Mouz endgültig. Im Juli wechselte er zu der britischen Organisation Into the Breach. Im Februar 2024 wurde Pipiras bei Into the Breach auf die Bank gesetzt. Im Juni verließ er das Team.

## Erfolge
| Jahr | Platz   | Turnier                                    | Team        | Persönliches Preisgeld |
| ---- | ------- | ------------------------------------------ | ----------- | ---------------------- |
| 2020 | 3.      | DreamHack Masters Spring 2020: Europe      | FaZe Clan   | 04.000 $               |
| 2020 | 3.      | Blast Premier: Spring 2020 European Finals | FaZe Clan   | 06.000 $               |
| 2020 | 4.      | ESL Pro League Season 12: Europe           | Mousesports | 06.000 $               |
| 2020 | 2.      | DreamHack Masters Winter 2020: Europe      | Mousesports | 06.000 $               |
| 2021 | 3. – 4. | cs_summit 7                                | Mousesports | 04.500 $               |
| 2021 | 1.      | Snow Sweet Snow #3                         | Mousesports | 08.000 $               |
| 2021 | 1.      | Flashpoint Season 3                        | Mousesports | 03.400 $               |
| 2022 | 2.      | Global Esports Tour Dubai 2022             | Mousesports | 010.000 $              |